# Kabinet-Turnbull I
Het kabinet-Turnbull I was de regering van het Gemenebest van Australië van 15 september 2015 tot 20 juli 2016.
| Ambtsbekleder                         | Ambtsbekleder    | Ambtsbekleder           | Functie(s)                                   | Ambtstermijn      | Ambtstermijn      | Partij |
| ------------------------------------- | ---------------- | ----------------------- | -------------------------------------------- | ----------------- | ----------------- | ------ |
|                                       | Malcolm Turnbull | Malcolm Turnbull (1954) | Premier                                      | 15 september 2015 | 24 augustus 2018  | LP     |
|                                       | Warren Truss     | Warren Truss (1948)     | Vicepremier                                  | 18 september 2013 | 18 februari 2016  | NP     |
| Minister van Infrastructuur           | Warren Truss     | Warren Truss (1948)     |                                              | 18 september 2013 | 18 februari 2016  | NP     |
| Minister van Regionale Ontwikkeling   | Warren Truss     | Warren Truss (1948)     |                                              | 18 september 2013 | 18 februari 2016  | NP     |
|                                       | Barnaby Joyce    | Barnaby Joyce (1967)    | Vicepremier                                  | 18 februari 2016  | 26 februari 2018  | NP     |
| Minister van Landbouw                 | Barnaby Joyce    | Barnaby Joyce (1967)    | 18 september 2013                            | 20 december 2017  |                   | NP     |
|                                       | Julie Bishop     | Julie Bishop (1956)     | Minister van Buitenlandse Zaken              | 18 september 2013 | 28 augustus 2018  | LP     |
|                                       | Joe Hockey       | Joe Hockey (1965)       | Minister van Financiën                       | 18 september 2013 | 20 september 2015 | LP     |
|                                       | Scott Morrison   | Scott Morrison (1968)   | Minister van Financiën                       | 20 september 2015 | 24 augustus 2018  | LP     |
|                                       | George Brandis   | George Brandis (1957)   | Minister van Justitie                        | 18 september 2013 | 20 december 2017  | LP     |
| Minister van Cultuur                  | George Brandis   | George Brandis (1957)   | 20 september 2015                            | 18 september 2013 |                   | LP     |
| Leider in de Senaat                   | George Brandis   | George Brandis (1957)   | 20 september 2015                            | 20 december 2017  |                   | LP     |
|                                       | Kevin Andrews    | Kevin Andrews (1955)    | Minister van Defensie                        | 24 december 2014  | 20 september 2015 | LP     |
|                                       | Marise Payne     | Marise Payne (1964)     | Minister van Defensie                        | 20 september 2015 | 28 augustus 2018  | LP     |
|                                       | Sussan Ley       | Sussan Ley (1961)       | Minister van Volksgezondheid                 | 24 december 2014  | 13 januari 2017   | LP     |
| Minister voor Sport                   | Sussan Ley       | Sussan Ley (1961)       |                                              | 24 december 2014  | 13 januari 2017   | LP     |
|                                       | Eric Abetz       | Eric Abetz (1958)       | Minister van Arbeid                          | 18 september 2013 | 20 september 2015 | LP     |
| Leider in de Senaat                   | Eric Abetz       | Eric Abetz (1958)       |                                              | 18 september 2013 | 20 september 2015 | LP     |
|                                       | Michaelia Cash   | Michaelia Cash (1970)   | Minister van Arbeid                          | 20 september 2015 | 28 augustus 2018  | LP     |
|                                       | Scott Morrison   | Scott Morrison (1968)   | Minister van Sociale Zaken                   | 24 december 2014  | 20 september 2015 | LP     |
|                                       | Christian Porter | Christian Porter (1970) | Minister van Sociale Zaken                   | 20 september 2015 | 20 december 2017  | LP     |
|                                       | Christopher Pyne | Christopher Pyne (1967) | Minister van Onderwijs                       | 18 september 2013 | 20 september 2015 | LP     |
| Leider in het Huis van Afgevaardigden | Christopher Pyne | Christopher Pyne (1967) |                                              | 18 september 2013 | 20 september 2015 | LP     |
|                                       | Simon Birmingham | Simon Birmingham (1974) | Minister van Onderwijs                       | 20 september 2015 | 28 augustus 2018  | LP     |
|                                       | Ian Macfarlane   | Ian Macfarlane (1955)   | Minister van Industriële Zaken en Wetenschap | 18 september 2013 | 20 september 2015 | LP     |
|                                       | Christopher Pyne | Christopher Pyne (1967) | Minister van Industriële Zaken en Wetenschap | 20 september 2015 | 20 juli 2016      | LP     |
| Leider in het Huis van Afgevaardigden | Christopher Pyne | Christopher Pyne (1967) | 18 september 2013                            | 26 mei 2019       |                   | LP     |
|                                       | Darren Chester   | Darren Chester (1967)   | Minister van Infrastructuur                  | 18 februari 2016  | 20 december 2017  | NP     |
|                                       | Fiona Nash       | Fiona Nash (1965)       | Minister van Regionale Ontwikkeling          | 18 februari 2016  | 27 oktober 2017   | NP     |
|                                       | Greg Hunt        | Greg Hunt (1965)        | Minister van Milieu                          | 18 september 2013 | 20 juli 2016      | LP     |
|                                       | Mitch Fifield    | Mitch Fifield (1967)    | Minister van Cultuur en Communicatie         | 15 september 2015 | 30 mei 2019       | LP     |
|                                       | Andrew Robb      | Andrew Robb (1951)      | Minister voor Buitenlandse Handel            | 18 september 2013 | 18 februari 2016  | LP     |
|                                       | Steven Ciobo     | Steven Ciobo (1974)     | Minister voor Buitenlandse Handel            | 18 februari 2016  | 28 augustus 2018  | LP     |
|                                       | Bruce Billson    | Bruce Billson (1966)    | Minister voor Midden- en Kleinbedrijf        | 18 september 2013 | 20 september 2015 | LP     |
|                                       | Kelly O'Dwyer    | Kelly O'Dwyer (1977)    | Minister voor Midden- en Kleinbedrijf        | 20 september 2015 | 20 juli 2016      | LP     |
|                                       | Josh Frydenberg  | Josh Frydenberg (1971)  | Minister voor Energie                        | 20 september 2015 | 20 juli 2016      | LP     |
|                                       | Peter Dutton     | Peter Dutton (1970)     | Minister voor Immigratie                     | 24 december 2014  | 20 augustus 2018  | LP     |
|                                       | Nigel Scullion   | Nigel Scullion (1956)   | Minister voor Aboriginal Zaken               | 18 september 2013 | 30 mei 2019       | CLP    |
|                                       | Mathias Cormann  | Mathias Cormann (1970)  | Onderminister voor Financiën                 | 18 september 2013 | 30 oktober 2020   | LP     |
|                                       | Arthur Sinodinos | Arthur Sinodinos (1957) | Kabinet- secretaris                          | 20 september 2015 | 25 januari 2017   | LP     |